# Partido Patriota
Die Partido Patriota (PP; dt. Patriotische Partei) war eine politische Partei in Guatemala.
Bei den Wahlen am 9. November 2003 gehörte die PP zur Gran Alianza Nacional (dt. Große Nationale Allianz), die 24,3 % der Stimmen und 47 der 158 Sitze im Parlament gewann. Der Präsidentenkandidat der Allianz Óscar Berger Perdomo gewann zunächst 34,3 % bei den am gleichen Tag stattfindenden Wahlen. Er wurde mit 54,1 % in einer zweiten Wahlrunde gewählt.
Bei den Wahlen 2007 trat Otto Pérez Molina für die PP an, der aber in einer Stichwahl am 4. November 2007 unterlag.
Die Partei wurde auf Gerichtsbeschluss im Januar 2017 aufgelöst.